# Jacques Mayol
Jacques Mayol (Xangai, 1 de abril de 1927 — Ilha de Elba, 22 de dezembro de 2001) foi um mergulhador francês praticante de mergulho em apneia. 

## Biografia
Em 1976, ele foi o primeiro homem a alcançar os 100 metros de profundidade.
Um homem misterioso para muitos, Mayol era conhecido como "homem-golfinho" e foi estudado por muitos cientistas interessados na fisiologia humana sob a água. 
Sua paixão sempre foi o mar e ele foi o primeiro homem a descer, em um só fôlego, a menos 60 metros, em 1966, e a menos 100 metros, em 1976, e a menos 105 metros, em 1985, quando bateu seu último recorde, ironicamente na ilha de Elba.

### Imensidão Azul
Uma espécie de semi-biografia sua foi mostrada no filme Imensidão Azul (Le Grand Bleu), dirigido por Luc Besson e lançado em 1988, filme que ele também ajudou a fazer, como coordenador técnico das filmagens subaquáticas.

### Morte
O lendário mergulhador-livre foi encontrado morto por uma vizinha, em sua casa, na ilha de Elba, na Itália. Tinha 74 anos, sofria de depressão e vinha procurando ajuda com especialistas, fato este comprovado por Umberto Pelizzari, que esteve com Mayol em sua casa há dois meses antes de sua morte. Presume-se que o grande apneísta tenha cometido suicídio, enforcando-se. No local foi encontrado um bilhete onde Mayol expressou seu desejo de ser cremado.